# GK京都
GK京都（ジイケイ キョウト）は、京都に拠点を置く総合デザイン会社。
榮久庵憲司が創設し、フリーランスのデザイン会社としては世界最大のGKデザイングループのひとつ。プロダクトデザイン、グラフィックデザイン、環境デザインを領域にし、調査研究からデザインまで行う。

## 概要
1970年、大阪万博の会場を走るモノレールや誘導のための案内サイン計画、照明、ベンチ、トイレ、ゴミ箱などのパブリックデザインを GKインダストリアルデザイン研究所が担当。その後、1973年に京都で開催された世界インダストリアルデザイン会議実行委員長にGKインダストリアルデザイン研究所の所長であった榮久庵憲司元会長が就任。それらの準備室をベースに、1972年に京都市中京区御池に株式会社GKインダストリアルデザイン研究所の関西拠点として、株式会社京都デザインセンターを設立する。1988年、京都市上京区相国寺東門前町に移転、GK京都に改名。
「京都から世界に発信する生活文化の創造」をビジョンとし、プロダクトからグラフィック、景観や空間に至る幅広い分野でデザイン活動を推進。
設立以来「総合デザイン」を標榜し、「企てる」「かたちづくる」「報せる」といった創造機能と「デザインマネジメント」とを両輪に活動。それぞれの機能を相乗し、また融合しながら創造力を具現化し、デザインの可能性を追求。プロダクト、プリントメディア、パッケージ、ショップ・ショールーム、景観・まちづくり、VI、デジタルメディアのデザインや社会課題のデザイン研究まで、多様な領域におよぶ。
「防災」「ユニバーサル」「まちづくり」といった社会テーマのデザイン研究に積極的に取り組む。

## 作品

コスモ石油 VI
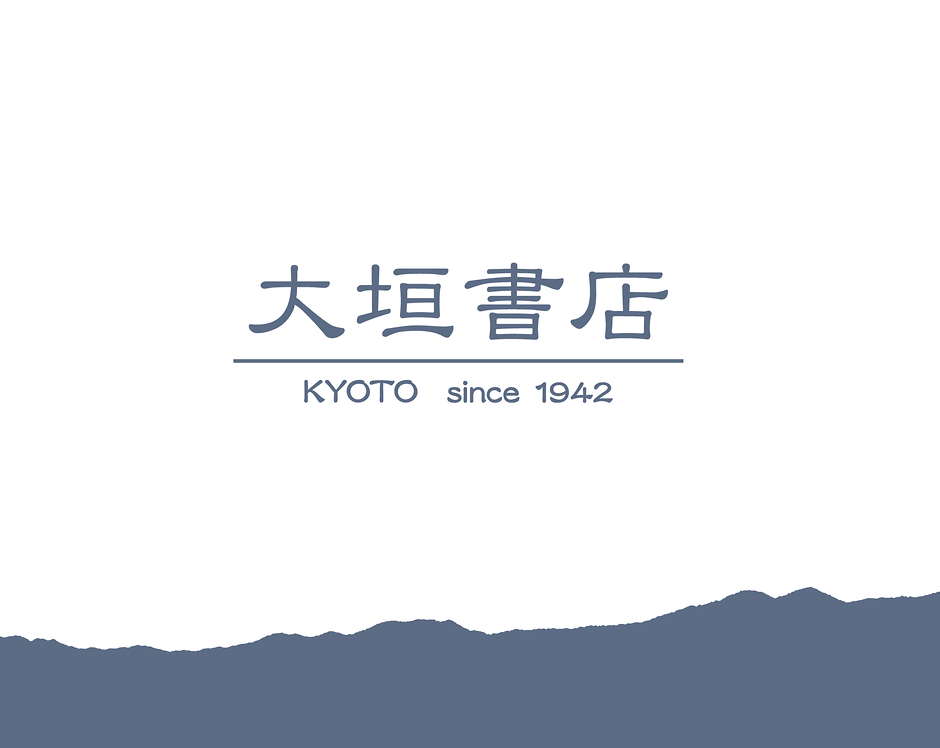
大垣書店VI
ヤマハ発動機 VI
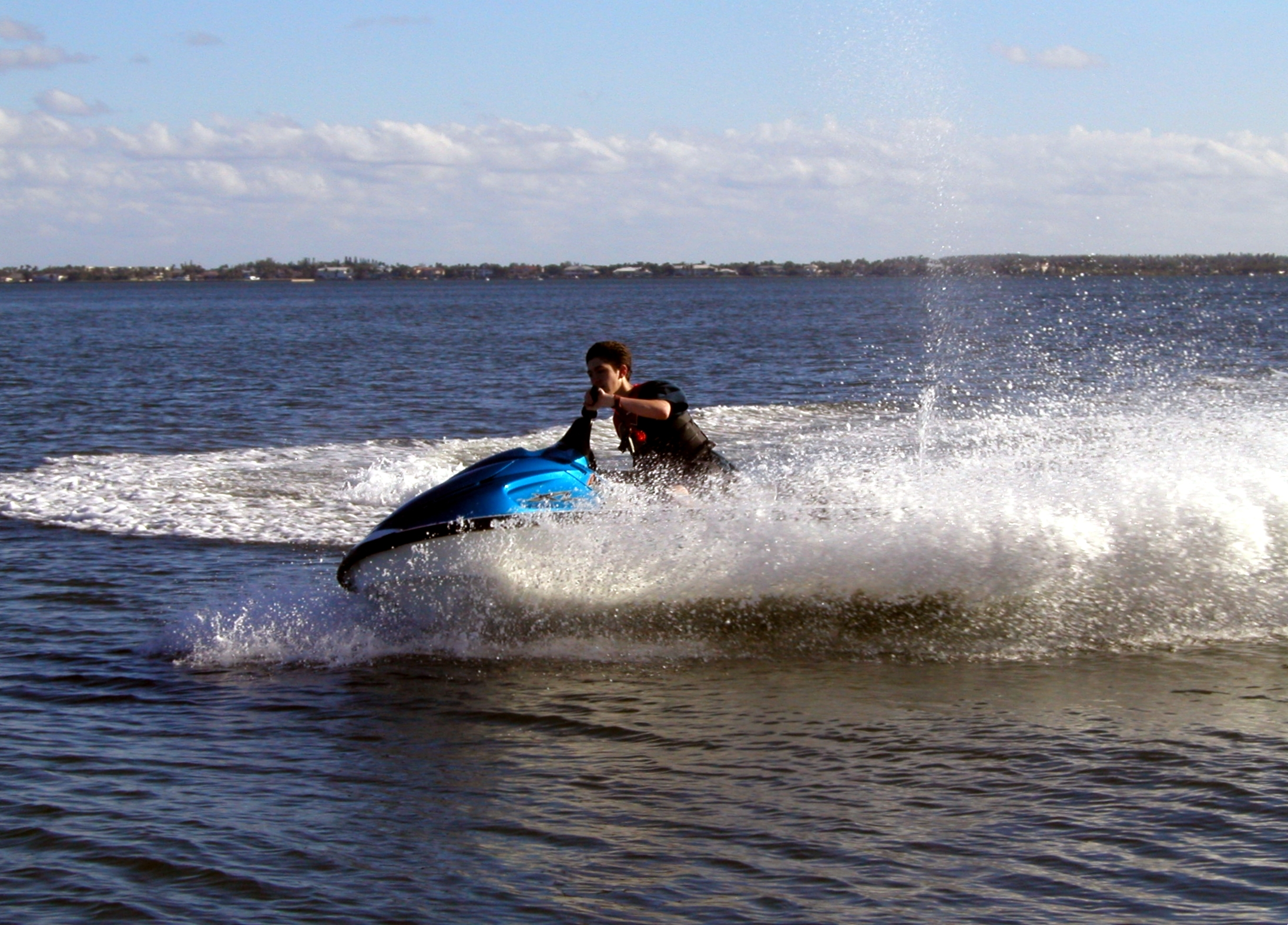
ヤマハ発動機 Wave Runner
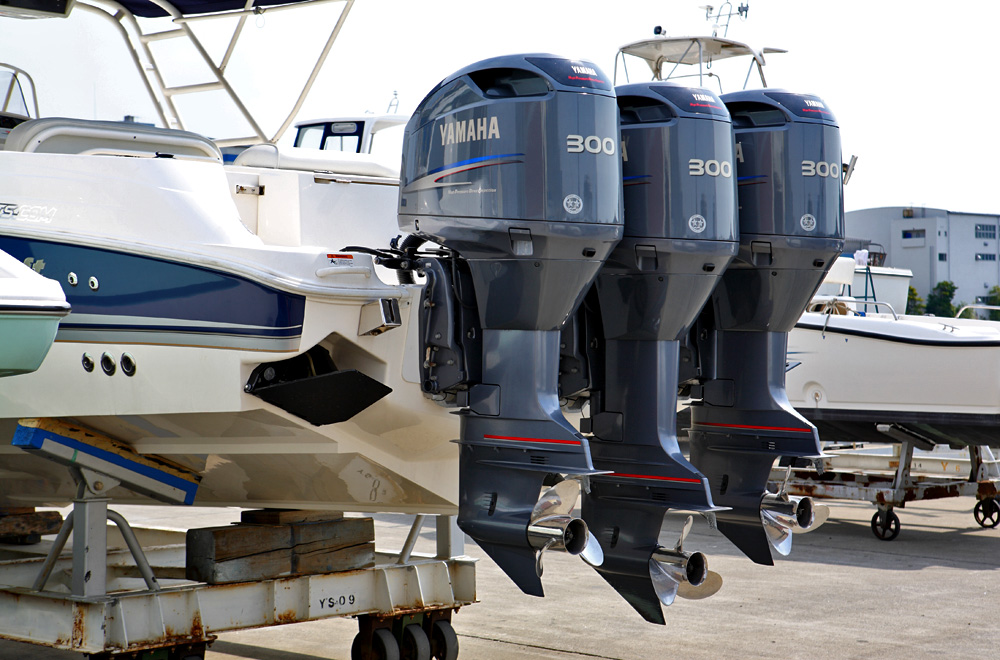
ヤマハ発動機 船外機
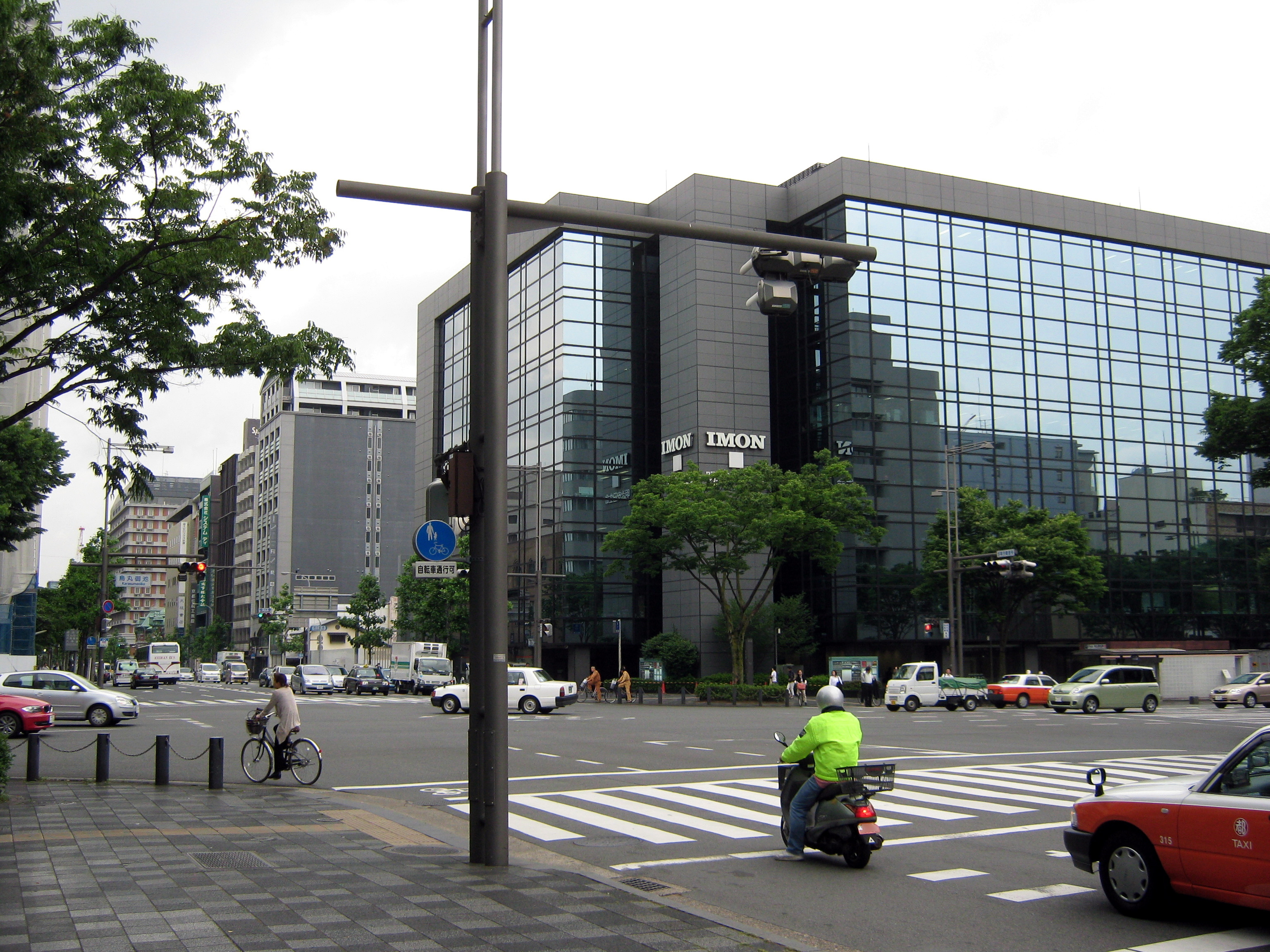
御池通りシンボルロード
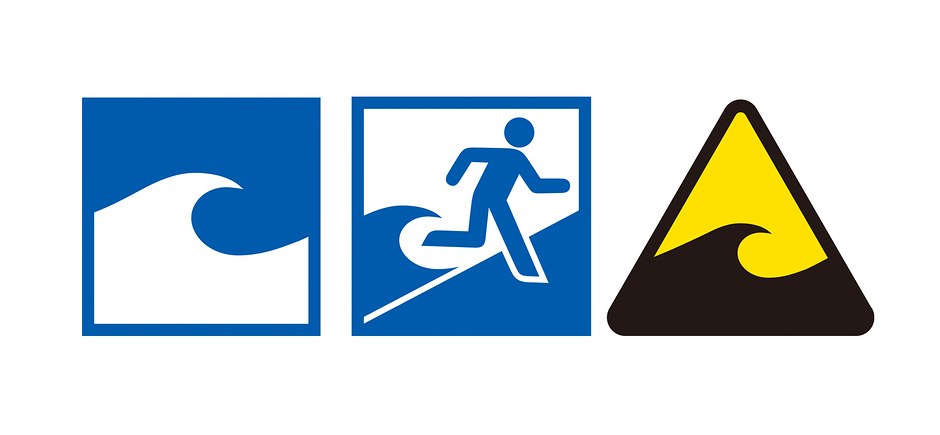
津波防災サインピクトグラム

- コーヒー挽き器「CM101,201」／株式会社アクトトレーディング グッドデザイン賞 1978年
- ステンレスポット「ACT-L」／株式会社アクトエル グッドデザイン賞 1979年
- デジタル血圧計「HEM-700C」／立石電機株式会社 グッドデザイン賞  1985年
- 超音波洗浄機「エブリクリン HU-10」／立石電機株式会社 グッドデザイン賞 1985年
- ステンレス魔法瓶「シャトルタキシード」／日本酸素株式会社 グッドデザイン賞 1985年
- ビジュアルアイデンティティ計画／コスモ石油株式会社　共同：株式会社博報堂 SDA賞 準SDA賞 1986年
- クリオアウォード モーターオイル「SUPER SF SGX」／コスモ石油株式会社　共同：株式会社博報堂 1987年
- 携帯用ステンレス魔法瓶「シャトルピュア」／日本酸素株式会社 グッドデザイン賞 1987年
- イベント会場サイン計画「国際花と緑の博覧会」／国際花と緑の博覧会協会 SDA賞 奨励賞 1990年
- 交通管制室インテリア「阪神高速 朝潮橋」／阪神高速道路公団　共同：オムロン株式会社 グッドインテリアデザインコンテスト入賞 1990年
- 公共サイン計画「花博記念公園鶴見緑地」／大阪市 SDA賞 奨励賞 1992年
- ヘアケアシリーズ「ナチュラルヘアソープ ウィズ」／タカラベルモント株式会社 日本パッケージ大賞 入賞 1992年
- 水上オートバイ「WAVE BLASTER」／ヤマハ発動機株式会社 WATERCRAFT OF THE YEAR受賞 1993年
- ヘアカラー「カラートーニング」／タカラベルモント株式会社 日本パッケージ大賞 入賞 1993年
- 立体自動倉庫用スタッカクレーン「ラックマスター RM-H200」／株式会社ダイフク グッドデザイン賞 1993年
- ステンレスランチジャー 「JLN-1600」／日本酸素株式会社 グッドデザイン賞 1995年
- 第三回国際北斎会議併設イベント演出計画・実施設計「長屋祭 小布施」／実施設計：長野県 小布施町 SDA賞 優秀賞 1998年
- 水上オートバイ「WAVE RUNNER XL1200」／ヤマハ発動機株式会社 WATERCRAFT OF THE YEAR受賞 1998年
- ヘアケアシリーズ「ウォーターハーツ」／タカラベルモント株式会社 日本パッケージ大賞 入賞 1998年
- イベント会場サイン計画「国際園芸・造園博ジャパンフローラ2000」／ 財）夢の架け橋記念事業協会 SDA賞 奨励賞 2000年
- システムオフィス家具「クレセール」／株式会社イトーキクレビオ グッドデザイン賞 2001年
- シンボルマーク／三田市医師会 日本タイポグラフィ年鑑 入選 2001年
- 街路景観整備「御池シンボルロード」／京都市 SDA賞 準優秀賞 2003年
- 柔軟仕上げ剤「レノア」／ プロクター・アンド・ギャンブルジャパン株式会社 グッドデザイン賞 2004年
- システム収納家具「プラニティライン」／株式会社イトーキ 2004年
- 「京都市防災マップ」／京都市 ESRI International User Conference Map Gallery 総合1位 2005年
- 「道頓掘川人道橋」祝祭とあかり研究会 道頓掘川人道橋デザインコンペ 最優秀賞 2005年
- 「VX110 Deluxe」／ヤマハ発動機株式会社 WATERCRAFT OF THE YEAR 2005年
- 置き型ファブリーズ／ プロクター・アンド・ギャンブルジャパン株式会社 日本パッケージングコンテスト 2006年
- リア・スタイル移動式 シャンプーシステム「オアシス」／タカラベルモント株式会社 グッドデザイン賞 2006年
- 「四条トランジットモール交通社会実験演出計画」／京都市 SDA賞 2007年
- ｢FX Cruiser SHO｣／ヤマハ発動機株式会社 Popular Science “Beat of What’s New 2007”受賞 2007年
- 「ユニビークル」／株式会社ジイケイ京都 2みやこユニバーサルデザイン賞 一般部門 大賞 2008年
- 浴槽循環金具「ラクアダKXシリーズ」／株式会社ハタノ製作所 グッドデザイン賞 2008年
- 軽合金製トリマラン型旅客船 ｢megumi｣／琵琶湖汽船株式会社 シップ・オブ・ザ・イヤー2008 部門賞 2008年
- トリエオム ワックス／タカラベルモント株式会社 日本パッケージデザイン大賞2009 入選 2009年
- 療養環境改善システム「準個室ユニットFX」／株式会社メディカル経営研究センター・株式会社イトーキ グッドデザイン賞 2009年
- 鳥羽元気再生事業｢光の感謝祭」／鳥羽元気再生事業推進協議会・NPO法人伊勢志摩さいこう会 SDA賞 優秀賞 2009年
- 「御池通まちかど駐輪場」／株式会社アーキエムズ SDA賞 奨励賞 2010年
- 「観光案内サインデザイン」／京都市 京都観光案内標識デザインコンテスト デザイン優秀賞 2010年
- ヘアスタイリング剤「トリエ・ムーブエマルジョン」／タカラベルモント株式会社 日本タイポグラフィー年鑑 入選 2011年
- 「京都らくなんエクスプレス [R’EX] 」／合同会社京都まちづくり交通研究所 SDA賞 サインデザイン賞入選・関西地区サインデザイン賞 2011年
- 水難救助船「シースレッド」／有限会社タキモトワークス グッドデザイン賞 グッドデザインベスト100 2012年
- 「京都市観光案内サイン計画」／京都市 SDA賞 サインデザイン賞入選・関西地区サインデザイン賞 2013年
- 「内子町観光案内サイン計画」／内子町 サインデザイン賞入選 2013年
- システム「被災者生活再建システム」／東日本電信電話株式会社・京都大学・新潟大学・ESRIジャパン株式会社・株式会社インターリスク総研・株式会社エクシード・デュプロ株式会社 グッドデザイン賞 2014年

## 関連会社
- GKデザイングループ
- GKインダストリアルデザイン
- GK設計
- GKグラフィックス
- GKダイナミックス
- GKテック
- GKデザイン総研広島
- GK Design International, Inc.(LA, Atlanta)
- GK Design Europe bv（Amsterdam）
- 青島海高設計製造有限公司（QHG）
- GK上海